# 普兰巴南
普兰巴南（或譯作巴玛南:163）位于中爪哇，离日惹市约18公里，是印度尼西亚最大的印度教建筑，院內最初有240座廟宇。

## 歷史
普兰巴南大约建造于公元850年。它的建造者可能是马塔兰王朝的第二个国王，或者三佛齐王朝的 Balitung Maha Sambu。普兰巴南建成后很快就被遗弃并开始破败。其重建始于1918年。1953年前后人们完成了对其主建筑的重建。该建筑的很多原始石材时常被盗用于远处的建筑。根据原物归位的原则，重建必须保证75%的原始材料可用，因此普兰巴南的多数小神庙只剩下地基和危墙，而未被列入重建计划。
今天普兰巴南是联合国教科文组织的一处世界文化遗产，也是东南亚最大的印度教庙宇。它的独特之处在于其高耸的尖顶建筑、印度教建筑的典型风格和高达47米的中心建筑。
普兰巴南在2006年的爪哇地震中受到了严重的损毁。尽管建筑整体完好，但是大块的石料破碎，包括一些石雕都被震落在地上。当地政府一度关闭普兰巴南以评估地震的破坏。日惹古迹保护局称需要数月才能准确评估。不过数周之后普兰巴南就再次对游客开放，只是出于安全限制游人靠近建筑。

## 建筑
以下内容未考虑 2006年爪哇地震
普兰巴南由8座主庙（坎蒂 candi）和250余座孤立的坎蒂组成。其中三座主要神庙（Trisakti）分别供奉印度教的三位主神：湿婆（毁灭之神）、毗湿奴（秩序之神）和梵天（创造之神）。
湿婆神庙位于正中，有东、南、西、北四个石室。其中主室供奉一座3米高的湿婆像，其它三个石室分别供奉湿婆的妻子难近母、他的化身投山仙人和儿子象头神。
据说难近母像的原型是一位爪哇公主（Boko 国王之女），因此该石室也被称为“窈窕处子之庙”（Loro Jonggrang）。传说这位公主被迫嫁于她所不爱的 Bandung Bondowoso。最终她同意了这桩婚事，但驸马必须在一夜之间为她建造一座有1000尊石像装饰的庙宇。驸马有鬼神相助，眼看大功告成。这时公主遣人在庙宇的东方纵火，公鸡受骗报晓，鬼神应声逃窜。驸马识破公主的诡计，盛怒之下将她变成最美的最后一尊石像。
毗湿奴神庙位于北方，梵天神庙位于南方。每座主神庙之前均有两座小坎蒂立于两旁，分别供奉主神的坐骑：湿婆的神牛（Nandi）、毗湿奴的大鹏金翅鸟和梵天的孔雀。其中大鹏金翅鸟是印度尼西亚的吉祥物，或称印度尼西亚鹰。

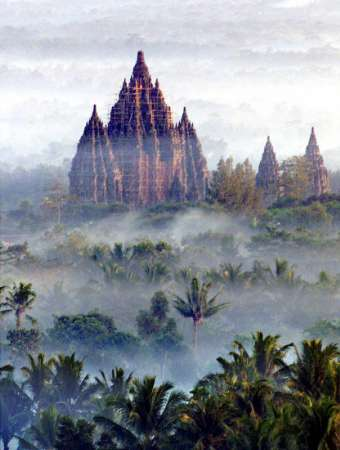
雾霭中的普兰巴南

神庙回廊的浮雕描述了印度史诗《罗摩衍那》的故事：罗摩的妻子悉多被魔王罗波那劫持，神猴哈奴曼帮助罗摩救回悉多。
神庙的周围建有250多座大小不同的独立神庙（佩瓦拉，Pewara）。人们认为佩瓦拉象征着国王的臣民。佩瓦拉排列成四圈，最里面的一圈只允许婆罗门进入，其它的三圈分别供刹帝利、吠舍和首陀罗使用。

## 图片

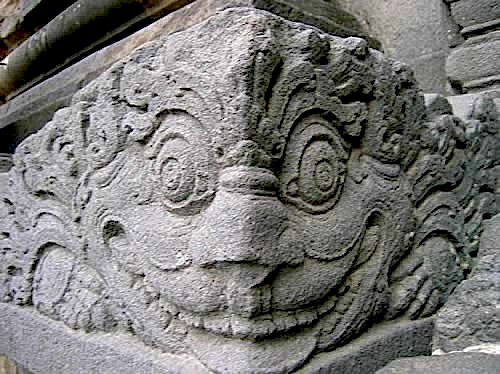
浮雕1
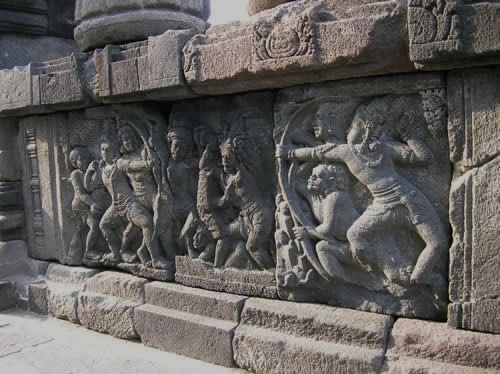
浮雕2

## 参阅
- 婆罗浮屠
- Ratu Boko（英语：Ratu Boko）
- 印度尼西亚建筑

## 扩展阅读
- Bernet Kempers, A.J. (1959) Ancient Indonesian art Cambridge, Mass. Harvard University Press.
- Dumarcay, Jacques. (1989) (Edited and translated by Michael Smithies) The temples of Java, Singapore: Oxford University Press.
- Holt, Claire (1967) Art in Indonesia: Continuities and change Ithaca, N.Y. Cornell University Press.
- Leemans, C. (1855) Javaansche tempels bij Prambanan BKI, vol.3. pp.1–26